# 川崎ヒロユキ
川崎 ヒロユキ（かわさき ヒロユキ、本名：川崎 裕之〈かわさき ひろゆき〉、1965年11月17日 - ）は、日本の脚本家、小説家。神奈川県横須賀市出身。ぶらざあのっぽを経て、川崎ヒロユキ脚本研究所主宰。主にアニメの脚本を手掛けている。

## 来歴
中学の頃に映像業界への道を志し、独学で脚本を学ぶ。神奈川県立横須賀大津高等学校卒業後、東京映像芸術学院特殊技術科へ進学、押川國秋と実写脚本の小山高男に師事しアニメ脚本の技術を学ぶ。
在学中に1988年『魔神英雄伝ワタル』第25話「ミニミニワタルの大冒険」で脚本家としてデビューし、以後アニメを中心に多数の作品の脚本やシリーズ構成を手がける。1996年『機動新世紀ガンダムX』では全話の脚本を一人で執筆した。またアニメ作品のノベライズも手がけ、初のオリジナル作品『はっぴぃセブン』シリーズはドラマCDやアニメ、漫画化もされた。デビュー当初から、サンライズ制作の作品やタカラトミーとその前身企業がスポンサードする作品に参加する機会が比較的多い。
また脚本家としての活動のみならず、1995年には後進の育成のため川崎ヒロユキ脚本研究所を設立。高山カツヒコなどといった面々が研究員として所属している。『黄金勇者ゴルドラン』などのように、設立後の一時期はこの名義でクレジットされることもあった。
ゲームクリエイターの時田貴司は高校時代の同級生であり、NHKコンテストにおいて時田主演作品を監督、発表している。

## 参加作品

### アニメーション
1986年
- ドテラマン

1988年
- ホワッツマイケル
- ついでにとんちんかん
- 魔神英雄伝ワタル

1989年
- 獣神ライガー
- アイドル伝説えり子
- らんま1/2

1990年
- キャッ党忍伝てやんでえ
- 魔神英雄伝ワタル2
- アイドル天使ようこそようこ
- ロビンフッドの大冒険（文芸構成）
- YAWARA!

1991年
- 機甲警察メタルジャック（シリーズ構成）

1992年
- 伝説の勇者ダ・ガーン
- 宇宙の騎士テッカマンブレード
- 元気爆発ガンバルガー
- ガイ SECOND TARGET 黄金の女神編

1993年
- 無責任艦長タイラー（シリーズ構成）
- 熱血最強ゴウザウラー
- 勇者特急マイトガイン
- ミラクル☆ガールズ

1994年
- 勇者警察ジェイデッカー（シリーズ構成）
- 宇宙の騎士テッカマンブレードII
- 他人の関係

1995年
- 黄金勇者ゴルドラン（シリーズ構成）
- 十二戦支 爆烈エトレンジャー
- 獣戦士ガルキーバ
- 爆れつハンター（シリーズ構成）

1996年
- 機動新世紀ガンダムX（シリーズ構成）
- アーシアン
- 機動戦艦ナデシコ

1997年
- サクラ大戦 桜華絢爛

1998年
- ゲキ・ガンガー3 熱血大決戦!!（脚本協力）
- サイレントメビウス（シリーズ構成）
- 南海奇皇
- ももいろシスターズ

1999年
- 快傑蒸気探偵団 TV ANIMATION SERIES
- 南海奇皇 セカンドシーズン
- グラビテーション
- サクラ大戦 轟華絢爛（シリーズ構成）
- シーバス1-2-3

2000年
- 六門天外モンコレナイト
- マシュランボー
- サクラ大戦TV（シリーズ構成）※ノークレジット
- BOYS BE…
- 銀装騎攻オーディアン
- ラブひな
- タイムボカン2000 怪盗きらめきマン
- 無敵王トライゼノン

2001年
- テイルズ オブ エターニア THE ANIMATION（シリーズ構成）
- ドッとKONIちゃん
- 新白雪姫伝説プリーティア
- 映画 キン肉マンII世
- 銀河ロイドコスモX（シリーズ構成）

2002年
- キン肉マンII世
- SAMURAI DEEPER KYO
- サクラ大戦 神崎すみれ 引退記念 す・み・れ（シリーズ構成）

2003年
- MOUSE（シリーズ構成）
- ストラトス・フォー
- サクラ大戦 エコール・ド・巴里（シリーズ構成）
- 神魂合体ゴーダンナー!!（シリーズ構成）

2004年
- B-伝説! バトルビーダマン（シリーズ構成）
- 神魂合体ゴーダンナー!! SECOND SEASON（シリーズ構成）
- サクラ大戦 ル・ヌーヴォー・巴里（シリーズ構成）
- tactics
- 吟遊黙示録マイネリーベ

2005年
- JINKI:EXTEND
- ツバサ・クロニクル（第1シリーズ）
- B-伝説! バトルビーダマン 炎魂
- エレメンタル ジェレイド
- はっぴぃセブン 〜ざ・テレビまんが〜（原作・シリーズ構成）

2006年
- ツバサ・クロニクル（第2シリーズ）
- 地獄少女 二籠

2007年
- ぼくらの
- エル・カザド
- 大江戸ロケット

2008年
- 薬師寺涼子の怪奇事件簿（シリーズ構成）
- 無限の住人（シリーズ構成）
- TYTANIA -タイタニア-
- 地獄少女 三鼎

2009年
- 神曲奏界ポリフォニカ クリムゾンS

2010年
- 心霊探偵 八雲（シリーズ構成）

2011年
- へうげもの（シリーズ構成）
- クロスファイト ビーダマン

2012年
- エウレカセブンAO
- クロスファイト ビーダマンeS（シリーズ構成）

2014年
- 山賊の娘ローニャ（シリーズ構成）
- フューチャーカード バディファイト

2015年
- フューチャーカード バディファイト100
- シンドバッド 空とぶ姫と秘密の島（シリーズ構成）

2016年
- シンドバッド 魔法のランプと動く島（シリーズ構成）
- フューチャーカード バディファイトDDD
- シンドバッド 真昼の夜とふしぎの門（シリーズ構成）

2017年
- フューチャーカード バディファイトX

2018年
- フューチャーカード バディファイトX オールスターファイト
- フューチャーカード 神バディファイト（シリーズ構成）

2019年
- パズドラ
- カードファイト!! ヴァンガード

2020年
- ゾイドワイルド ZERO

### 特撮
1991年
- 鳥人戦隊ジェットマン

1993年
- 電光超人グリッドマン

2000年
- ヴィジュアル・バンディッツ

2006年
- 魔弾戦記リュウケンドー
- ライオン丸G

2008年
- トミカヒーロー レスキューフォース
- トミカヒーロー レスキューフォース 爆裂MOVIE マッハトレインをレスキューせよ!

### 小説
- 『はっぴぃセブン』シリーズ（集英社スーパーダッシュ文庫）
- 『テイルズ オブ エターニア』（集英社スーパーダッシュ文庫）
- 『プリンセスメーカー』（ワニブックス）
- 『ラブひな(2)秘湯解禁』（講談社ノベルス）
- 『宇宙の騎士テッカマンブレードII 水晶宮の少女』（メディアワークス電撃文庫）
- 『サクラ大戦』シリーズ（富士見書房富士見ファンタジア文庫）
- 『機甲警察メタルジャック』（大陸書房ネオファンタジー文庫）

### ゲーム
1998年
- サクラ大戦2 〜君、死にたもうことなかれ〜（シナリオ制作）

2000年
- スキャンダル

2001年
- サクラ大戦3 〜巴里は燃えているか〜（シナリオ制作）

2002年
- サクラ大戦4 〜恋せよ乙女〜（脚本）

2005年
- サクラ大戦V 〜さらば愛しき人よ〜（脚本協力）